# 제35회 일본 중의원 의원 총선거
제35회 중의원의원 총선거는 1979년(쇼와 54년) 10월 7일(공시는 동년 9월 17일)에 행해진 중의원 의원 총선거이다.

## 선거 데이터

### 내각
- 제1차 오히라 내각 (제68대)

### 해산일
- 1979년 (쇼와 54년) 9월 7일

#### 해산명
- 증세 해산
- 일반 소비세 해산

### 투표일
- 1979년 (쇼와 54년) 10월 7일

### 의석 수
- 511

### 선거 제도
- 중선거구제
  - 3인구：47
  - 4인구：41
  - 5인구：41
- 소선거구제
  - 1인구：1

- 비밀투표, 단기투표제

#### 선거권
만 20세 이상의 일본 국민

#### 피선거권
만 25세 이상의 일본 국민

### 그 외
- 유권자：80,169,924명(남성：38,802,159명, 여성：41,367,765명)

## 투표율
- 68.01%(무효표를 제외한 실질적 투표율 67.37%)

## 선거 결과
| 정당           | 정당           | 득표       | 득표  | 득표  | 합계 | 합계 |
| 정당           | 정당           | 득표수     | %     | +/–   | 의석 | +/–  |
| -------------- | -------------- | ---------- | ----- | ----- | ---- | ---- |
|                | 자유민주당     | 24,084,131 | 44.59 | +2.81 | 248  | –1   |
|                | 일본사회당     | 10,643,450 | 19.71 | –0.98 | 107  | –16  |
|                | 일본공산당     | 5,625,528  | 10.42 | +0.04 | 39   | +22  |
|                | 공명당         | 5,282,683  | 9.78  | –1.13 | 57   | +2   |
|                | 민사당         | 3,663,692  | 6.78  | +0.50 | 35   | +6   |
|                | 신자유클럽     | 1,631,812  | 3.02  | –1.16 | 4    | –13  |
|                | 사회민주연합   | 368,660    | 0.68  | +0.68 | 2    | +2   |
| 기타정당       | 기타정당       | 69,101     | 0.13  | +0.05 | 0    | 0    |
|                | 무소속         | 2,641,064  | 4.89  | –0.81 | 19   | –2   |
|                |                |            |       |       |      |      |
| 계             | 계             | 54,010,121 | 100   | 0     | 511  | 0    |
|                |                |            |       |       |      |      |
| 유효표         | 유효표         | 54,010,121 | 99.06 |       |      |      |
| 무효 및 백지표 | 무효 및 백지표 | 511,892    | 0.94  |       |      |      |
| 투표 / 투표율  | 투표 / 투표율  | 54,522,013 | 68.01 |       |      |      |
| 기권           | 기권           | 25,647,911 | 31.99 |       |      |      |
| 유권자         | 유권자         | 80,169,924 |       |       |      |      |

| \| 득표율 \| 득표율 \| 득표율 \| 득표율 \| 득표율 \| \| ------ \| ------ \| ------ \| ------ \| ------ \| \| \| \| \| \| \| \| 자민당 \| 자민당 \| \| 44.59% \| 44.59% \| \| 사회당 \| 사회당 \| \| 19.71% \| 19.71% \| \| 공산당 \| 공산당 \| \| 10.42% \| 10.42% \| \| 공명당 \| 공명당 \| \| 9.78% \| 9.78% \| \| 민사당 \| 민사당 \| \| 6.78% \| 6.78% \| \| 신자유 \| 신자유 \| \| 3.02% \| 3.02% \| \| 사민련 \| 사민련 \| \| 0.68% \| 0.68% \| \| 기타 \| 기타 \| \| 0.13% \| 0.13% \| \| 무소속 \| 무소속 \| \| 4.89% \| 4.89% \| |        |  |        |        |
| 득표율 |        |  |        |        |
| |        |  |        |        |
| 자민당 | 자민당 |  | 44.59% | 44.59% |
| 사회당 | 사회당 |  | 19.71% | 19.71% |
| 공산당 | 공산당 |  | 10.42% | 10.42% |
| 공명당 | 공명당 |  | 9.78%  | 9.78%  |
| 민사당 | 민사당 |  | 6.78%  | 6.78%  |
| 신자유 | 신자유 |  | 3.02%  | 3.02%  |
| 사민련 | 사민련 |  | 0.68%  | 0.68%  |
| 기타 | 기타   |  | 0.13%  | 0.13%  |
| 무소속 | 무소속 |  | 4.89%  | 4.89%  |

| \| 의석율 \| 의석율 \| 의석율 \| 의석율 \| 의석율 \| \| ------ \| ------ \| ------ \| ------ \| ------ \| \| \| \| \| \| \| \| 자민당 \| 자민당 \| \| 48.53% \| 48.53% \| \| 사회당 \| 사회당 \| \| 20.94% \| 20.94% \| \| 공명당 \| 공명당 \| \| 11.15% \| 11.15% \| \| 공산당 \| 공산당 \| \| 7.63% \| 7.63% \| \| 민사당 \| 민사당 \| \| 6.85% \| 6.85% \| \| 신자유 \| 신자유 \| \| 0.78% \| 0.78% \| \| 사민련 \| 사민련 \| \| 0.39% \| 0.39% \| \| 무소속 \| 무소속 \| \| 3.72% \| 3.72% \| |        |  |        |        |
| 의석율 |        |  |        |        |
| |        |  |        |        |
| 자민당 | 자민당 |  | 48.53% | 48.53% |
| 사회당 | 사회당 |  | 20.94% | 20.94% |
| 공명당 | 공명당 |  | 11.15% | 11.15% |
| 공산당 | 공산당 |  | 7.63%  | 7.63%  |
| 민사당 | 민사당 |  | 6.85%  | 6.85%  |
| 신자유 | 신자유 |  | 0.78%  | 0.78%  |
| 사민련 | 사민련 |  | 0.39%  | 0.39%  |
| 무소속 | 무소속 |  | 3.72%  | 3.72%  |

## 당직무

### 자유민주당
- 당본부 총재：오히라 마사요시
- 집행부 간사장：사이토 쿠니키치
- 총무회장：쿠라이시 타다오
- 정무조사회장：가와모토 토시오
- 국회대책위원장：가나마루 신
- 참의원의원 회장：토쿠나가 마사토시

파벌
- 굉지회(오히라 마사요시파)：52석
- 키요카즈회(후쿠다 다케오파)：49석
- 7일회(타나카 가쿠에이파)：48 의석
- 정책 과학 연구소(나카소네 야스히로파)：39석
- 정책 간담회(미키 다케오파)：32석
- 자유 혁신 동우회(나카가와 이치로파)：9석
- 손회(미즈타 미키오파): 5석
- 일신회(후나다 나카파)：4석
- 수요일회(이시이 미쓰지로파)：2석
- 교우 클럽(시나 에쓰사부로파)：2석
- 무계파：16석

### 일본 사회당
- 중앙 집행위원장：아스카타 이치오
- 중앙 집행 부위원장：아구네 노보루, 기타야마 아이로, 시모다이라 쇼이치
- 집행부 서기장：다가야 신넨
- 정책심의회장：무토 산지
- 국회 대책위원장：다나베 마코토
- 참의원의원 회장：아구네 노보루

### 공명당
- 중앙 집행위원장：다케이리 요시카쓰
- 중앙 집행 부위원장：아사이 미유키, 타다 쇼고, 니노미야 분조
- 집행부 서기장：야노 준야
- 정책심의회장：마사키 요시아키
- 국회 대책위원장：오쿠보 나오히코
- 참의원의원 단장：스즈키 카즈히로

### 일본 공산당
- 중앙위원회 의장：노사카 산조
- 간부회 위원장：미야모토 겐지
- 간부회 부위원장：이치카와 쇼이치, 오카 마사요시, 세나가 가메지로, 니시자와 토미오
- 서기국장：후와 테츠조
- 정책 위원회 책임자：우에다 코이치로
- 국회 대책위원장：마츠모토 젠메이
- 참의원의원 단장：이와마 마사오

### 민사당
- 중앙 집행위원장：사사키 아키라작
- 중앙 집행 부위원장：코다이라 타다시, 나카무라 마사오
- 집행부 서기장：츠카모토 사부로
- 정책심의회장：오우치 게이고
- 국회 대책위원장：영말 에이이치
- 참의원의원 회장：무카이 오랜 세월
- 상임 고문：가스가 잇코, 니시오 스에히로

### 신자유클럽
- 상임 간사회 대표：코노 요헤이
- 상임 간사회 간사장：타가와 세이치
- 정책 위원회 책임자：고바야시 마사미
- 국회 대책위원장：야마구치 도시오

### 사회민주연합
- 상임 임원회 대표：덴 히데오
- 상임 임원회 부대표：에다 사츠키
- 집행부 서기장：나라자키 야노스케
- 정책 위원회 책임자：안도 니헤이
- 국회 대책위원장：아베 쇼고

## 당선자

### 이 선거로 당선
자민당   사회당   공명당   공산당   민사당   신자유클럽   사민연   무소속 
| 홋카이도   | 1구     | 요코미치 타카히로   | 지사키우사부로      | 타다 미츠오            | 미노와 노보루       | 사이토마코토          | 2구    | 상초의휘          | 야스이 요시노리   | 무라카미 시게토시   | 하가 미츠구        |                    |
| 홋카이도   | 3구     | 사토 다카유키       | 츠카다장평          | 아베 후미오            |                     |                       | 4구    | 오카다 하루오     | 사에구사 사부로   | 코다이라 타다시     | 와타나베성1        | 타카하시 타츠오    |
| 홋카이도   | 5구     | 나카가와 이치로     | 야스다 타카시6      | 오카다 토시하루        | 신촌원웅            | 시마다탁낭            |        |                   |                   |                     |                    |                    |
| 아오모리현 | 1구     | 츠시마 유지         | 타나부 마사미       | 관청정                 | 타케나카 슈이치     |                       | 2구    | 타자와 모치로     | 타케우치려일      | 츠가와 타케시1      |                    |                    |
| 이와테현   | 1구     | 스즈키 젠코         | 쿠도 겐             | 다마자와 토쿠이치로우  | 오노 신이치         |                       | 2구    | 오자와 이치로     | 시가절            | 키타야마애낭        | 시이나 모토오      |                    |
| 미야기현   | 1구     | 아이치 카즈오       | 미츠즈카 히로시     | 이토 소이치로          | 타케다 가즈오       | 쇼우지 코스케         | 2구    | 우치우미영남      | 히노 이치로       | 하세가와 슌         | 키쿠치 후쿠지로우  |                    |
| 아키타현   | 1구     | 사사키 요시타케     | 이시다 히로히데     | 나카가와 토시조낭      | 카와구치 오스케     |                       | 2구    | 무라오카 카네조   | 카와마타 켄지로우 | 호소야 아키오       | 네모토 류타로우    |                    |
| 야마가타현 | 1구     | 카노 미치히코       | 와타나베 사부로     | 콘도철웅               | 와타나베 타다시낭   |                       | 2구    | 카토 코이치       | 사토의            | 아베 쇼고           | 마츠자와 유우 창고 |                    |
| 후쿠시마현 | 1구     | 카메오카 타카오     | 아와야마명          | 아마노 히카루 맑음     | 야스다 쥰치         |                       | 2구    | 시부야 나오조     | 핫타정의          | 이토 마사요시       | 와타나베 코조      | 와타나베 유키오    |
| 후쿠시마현 | 3구     | 사이토 쿠니키치     | 카미사카 노보루     | 스가나미 시게루        |                     |                       |        |                   |                   |                     |                    |                    |
| 이바라키현 | 1구     | 하시모토 도미사부로 | 하나시 노부유키     | 카노 아키라남          | 쿠보 사부로         |                       | 2구    | 카지야마 세이로쿠 | 츠카하라 준뻬이   | 이시노 히사오       |                    |                    |
| 이바라키현 | 3구     | 아카기 무네노리     | 나카무라 키시로우   | 후타미 노부아키        | 니와 유우야         | 타케우치 타케시       |        |                   |                   |                     |                    |                    |
| 도치기현   | 1구     | 와타나베미치오      | 후나다 겐           | 모리야마 긴지          | 히로세 히데요시     | 이나바 세이치         | 2구    | 이나무라 토시유키 | 무토 산지         | 칸다 아츠시         | 후지오 마사유키    | 와다 이치로        |
| 군마현     | 1구     | 쿠마가와 차남       | 타나베 마코토       | 쿠보타 엔지            |                     |                       | 2구    | 하세가와 시로     | 나카지마 겐타로   | 오가와 쇼고         |                    |                    |
| 군마현     | 3구     | 후쿠다 다케오       | 나카소네 야스히로   | 오부치 게이조          | 야마구치학남        |                       |        |                   |                   |                     |                    |                    |
| 사이타마현 | 1구     | 마츠나가 히카루     | 오가와 신이치로우   | 와타나베 미쓰기        |                     |                       | 2구    | 야마구치 도시오   | 코미야마 중시로   | 미야지 타다시개     |                    |                    |
| 사이타마현 | 3구     | 아라후네 세이주로   | 타카다부지          | 카모다리 타로          |                     |                       | 4구    | 미츠바야시 미타로 | 야마다 에이스케   | 노나카 에이지       |                    |                    |
| 사이타마현 | 5구     | 와다 카즈히토       | 후쿠나가 겐시       | 사와다광               |                     |                       |        |                   |                   |                     |                    |                    |
| 지바현     | 1구     | 토리 카즈오         | 시제키 이헤이       | 시바타 무츠미남편      | 키하라 미노루       |                       | 2구    | 미즈노 키요시     | 야마무라 신지로   | 오가와 쿠니히코     | 우노형             |                    |
| 지바현     | 3구     | 하마다 고이치       | 이케다 쥰           | 삼미수                 | 이시바시 가즈야미   | 나카무라 쇼우자부로우 | 4구    | 모리타 경일       | 소메야 마코토     | 니이무라 카츠오     |                    |                    |
| 가나가와현 | 1구     | 후시키 가즈오       | 오코노기언사부로    | 이토 시게루            | 미우라 타카시       |                       | 2구    | 이치카와 유이치   | 타가와 세이치     | 고이즈미 준이치로   | 중 로마사히로      | 바위 스도시 요시오 |
| 가나가와현 | 3구     | 코하마 신지         | 카토 마게치         | 토자와정방             |                     |                       | 4구    | 대 출슌           | 사토 이치로       | 쿠사노 타케시       | 타카하시 고망      |                    |
| 가나가와현 | 5구     | 코노 요헤이         | 카와무라 마사루     | 카메이 요시유키        |                     |                       |        |                   |                   |                     |                    |                    |
| 야마나시현 | 현 전체 | 간마루 신           | 다나베 구니오       | 나카오 에이치          | 호리우치 미츠오     | 칸자와 죠             |        |                   |                   |                     |                    |                    |
| 도쿄도     | 1구     | 아스카타 이치오     | 키우치 요시아키     | 오오츠카 유우지        |                     |                       | 2구    | 스즈키리 야스오   | 우에다 테쓰       | 이시하라 신타로     | 오오우치계오       | 사카키 토시오      |
| 도쿄도     | 3구     | 이케다 카츠야       | 고사카 도쿠사부로   | 야마모토 마사히로      | 오치통웅            |                       | 4구    | 카스야무          | 마츠모토 젠메이   | 오오쿠보곧 언       | 와다 코사쿠        | 금자 봐 개         |
| 도쿄도     | 5구     | 오사다 타케시       | 타카자와 토라남     | 나카무라 야스시        |                     |                       | 6구    | 아리시마 시게타케 | 아마노공도리      | 후와 테츠조         | 야마구치 시즈에    |                    |
| 도쿄도     | 7구     | 오노 키요시         | 쿠도 아키라         | 하세가와 쇼우조우      | 오자와 키요시       |                       | 8구    | 후카야 타카시     | 카네코 미츠루광   | 나카가와 카미       |                    |                    |
| 도쿄도     | 9구     | 나카지마 타케시민   | 마츠모토 타다시조   | 하마노강               |                     |                       | 10구   | 다케이리 요시카쓰 | 고바야시 마사코   | 쿠지라오카 효우스케 | 타지마위           | 시부사와리구       |
| 도쿄도     | 11구    | 이시카와 요조       | 야마하나 사다오     | 하세오 유키히사        | 이와사 에미         |                       |        |                   |                   |                     |                    |                    |
| 니가타현   | 1구     | 오자와 타츠오       | 콘도원차            | 요네다 토고            |                     |                       | 2구    | 아베조재          | 아나바 오사무     | 사토 타카시         | 와타나베굉3        |                    |
| 니가타현   | 3구     | 다나카 가쿠에이     | 무라야마 타츠오     | 미야케 쇼이치          | 고바야시 스스무     | 와타나베 히데오       | 4구    | 타카토리 오사무   | 시라카와 카츠히코 | 키지마희무관        |                    |                    |
| 도야마현   | 1구     | 주에이사쿠          | 야스다 슈죠         | 타마뉴우효구           |                     |                       | 2구    | 카타오카 세이치   | 와타누키 타미스케 | 목간 장             |                    |                    |
| 이시카와현 | 1구     | 모리 요시로         | 오쿠다 요시카즈     | 시마자키양             |                     |                       | 2구    | 가와라 쓰토무     | 사카모토30차      | 이나무라 사콘시로   |                    |                    |
| 후쿠이현   | 현 전체 | 후쿠다 하지메       | 타바타 마사이치로우 | 마키노 타카모리        | 요코테 후미오       |                       |        |                   |                   |                     |                    |                    |
| 나가노현   | 1구     | 고사카 젠타로       | 쿠라이시 타다오     | 시미즈 이사무          |                     |                       | 2구    | 하타 쓰토무       | 나카무라 시게루   | 이데이치타로        |                    |                    |
| 나가노현   | 3구     | 미야시타 소헤이     | 나카지마 마모루     | 오가와 헤이지          | 숲모모오            |                       | 4구    | 오자와정효        | 카라사와 슌지로우 | 시모타이라 쇼이치   |                    |                    |
| 기후현     | 1구     | 야마모토 고이치     | 무토 카분           | 오노 아키라            | 후시야 슈우지       | 마츠노 유키야스       | 2구    | 와타나베 에이치   | 카네코 잇페이     | 후루야 토루         | 방패 카네시낭      |                    |
| 시즈오카현 | 1구     | 하라다 쇼조         | 대석천8             | 쿠리타 아키라          | 수중요시히코        | 사노 요시키치         | 2구    | 사이토자여사      | 가쓰마타 세이이치 | 와타나베 아키라     | 타카하시 시게루    | 쿠리하라우행       |
| 시즈오카현 | 3구     | 아다치 아츠로우     | 시오타니 가즈오     | 타케모토손일           | 사이토 마사오       |                       |        |                   |                   |                     |                    |                    |
| 아이치현   | 1구     | 가스가 잇코         | 타나카 미치코       | 요코야마리추           | 시바타 히로시       |                       | 2구    | 니와병조          | 쿠노 츄우지       | 아오야마 언덕       | 쿠사카와 쇼우조우  |                    |
| 아이치현   | 3구     | 가이후 도시키       | 에자키 마스미       | 사토 칸쥬              |                     |                       | 4구    | 우라노휴흥        | 와타나베 타케시3  | 나카노 시로         | 이나가키 미노루남  |                    |
| 아이치현   | 5구     | 콘도 유타카         | 카미무라 센이치로우 | 무라타 케이지로        |                     |                       | 6구    | 츠카모토 사부로   | 이시다행시로      | 안도 겐             | 수평 토요히코      |                    |
| 미에현     | 1구     | 야마모토 유키오     | 키무라 토시오       | 타구치 카즈오          | 나카이 히로시       | 사카구치 치카라       | 2구    | 타무라 겐         | 스미야견지로      | 야려유키카즈        | 후지나미 타카오    |                    |
| 시가현     | 현 전체 | 야마시타 원리       | 우노 소스케         | 노구치 코이치          | 니시다 하치로       | 세자키 히로요시       |        |                   |                   |                     |                    |                    |
| 교토부     | 1구     | 타케우치 카츠히코   | 우메다 마사루       | 영말 에이이치          | 후지와라 히로코     | 타나카 이탈리아 삼차  | 2구    | 테라마에 겐       | 타마키 카즈야     | 타니가키 전념       | 니시나카 키요시    | 야마다 요시오사무  |
| 오사카부   | 1구     | 마사모리성2         | 오키모토 야스유키   | 유카와굉               |                     |                       | 2구    | 아사이 미유키     | 히가시나카 미츠오 | 이오카 오오하루     | 나카야마 마사키    | 나카무라 마사오    |
| 오사카부   | 3구     | 무라카미 히로시     | 오오미 미기부       | 이노우에 카즈나리      | 나카노 칸세이       |                       | 4구    | 야노현야          | 미타니 슈지       | 시오카와 마사주로   | 우에다 타카시3     |                    |
| 오사카부   | 5구     | 마사키 요시아키     | 후지타 스미         | 키노 하루오            | 니시무라 아키라3    |                       | 6구    | 키타가와 요시카즈 | 칸자키 토시오     | 사토 메구미         |                    |                    |
| 오사카부   | 7구     | 하루타 시게아키     | 요츠야 미츠코       | 키타가와 이시마츠      |                     |                       |        |                   |                   |                     |                    |                    |
| 효고현     | 1구     | 와타나베 이치로     | 포정양              | 나가에 카즈히토        | 이시이 하지메       | 카와카미 타미오       | 2구    | 하라 겐자부로     | 오카모토 토미오   | 호리 마사오         | 도이 타카코        | 키노시타 겐2       |
| 효고현     | 3구     | 토카이 모토사부로우 | 이이다 타다오       | 시오타 스스무          |                     |                       | 4구    | 가와모토 토시오   | 마츠모토 쥬우로우 | 고토 시게루         | 아라이 아키라지    |                    |
| 효고현     | 5구     | 사사키 아키라작     | 타니 요이치         | 이가정성               |                     |                       |        |                   |                   |                     |                    |                    |
| 나라현     | 현 전체 | 오쿠노 세이스케     | 핫토리 야스시       | 십제일                 | 요시다 유키히사     | 하야시 타카시구       |        |                   |                   |                     |                    |                    |
| 와카야마현 | 1구     | 노마 유이치         | 사카이 코이치       | 방히데오               |                     |                       | 2구    | 쇼오지 케이지로   | 하야카와 타카시   | 이노우에 아츠시     |                    |                    |
| 돗토리현   | 현 전체 | 아이자와 히데유키   | 후루이 요시미       | 노사카코겐             | 타케베문            |                       |        |                   |                   |                     |                    |                    |
| 시마네현   | 현 전체 | 다케시타 노보루     | 사쿠라우치 요시오   | 나카바야시 요시코      | 호소다 키치조       | 요시하라미 치         |        |                   |                   |                     |                    |                    |
| 오카야마현 | 1구     | 야마다 타로         | 오오무라 노보루치   | 봉택영웅               | 시바타 켄지         | 노리타케 신이치       | 2구    | 하시모토 류타로   | 가토 무쓰키       | 패소지로            | 후지이 카츠시      | 숲야스오           |
| 히로시마현 | 1구     | 탄미홍길            | 오오하라 토루       | 키시타 문무            |                     |                       | 2구    | 타니가와화수      | 마스오카 히로유키 | 모리이 타다시양     | 이케다 유키히코    |                    |
| 히로시마현 | 3구     | 미야자와 기이치     | 후루카와 마사시     | 사토 모리요시          | 오카다 마사카츠     | 가메이 시즈카         |        |                   |                   |                     |                    |                    |
| 야마구치현 | 1구     | 아베 신타로우       | 하야시 요시로       | 타나카 타츠오          | 에다무라 카나메작   |                       | 2구    | 사토우마코토2     | [[스이타懈?]      | 야마다치목          | 요시이 히카루조    | 부 타니타카지      |
| 도쿠시마현 | 현 전체 | 아키타 오스케       | 이노우에보방        | 미키 다케오            | 모리시타 모토하루   | 고토우다 마사하루     |        |                   |                   |                     |                    |                    |
| 가가와현   | 1구     | 마에카와 단         | 후케 슌이치         | 키무라 타케시 천세     |                     |                       | 2구    | 오히라 마사요시   | 카토상타로        | 쿠보등              |                    |                    |
| 에히메현   | 1구     | 시오자키 쥰         | 유야마용            | 세키야 카츠히데        |                     |                       | 2구    | 오치 이다이라     | 이하라안고        | 후지타고민          |                    |                    |
| 에히메현   | 3구     | 이마이 이사무       | 니시다 마모루       | 모리 마쓰헤이          |                     |                       |        |                   |                   |                     |                    |                    |
| 고치현     | 현 전체 | 이노우에 이즈미     | 히라이시 마작 타로  | 오오니시 마사오        | 타무라 료헤이       | 야마하라 켄지로우     |        |                   |                   |                     |                    |                    |
| 후쿠오카현 | 1구     | 나라사키미지조      | 타나카 쇼우지       | 야마자키 타쿠          | 츠지 히데오         | 코노 타다시           | 2구    | 미하라 아사오     | 타가 타니 신임    | 오오하시 토시오     | 아소 다로          | 미야타 사나에      |
| 후쿠오카현 | 3구     | 호소야 오사무가     | 이나토미 다카토     | 야마자키 헤이하치로    | 곤도오 츠네오       | 나라하시진            | 4구    | 타나카 로쿠스케   | 나카니시 세키스케 | 단야청              | 미우라 히사시      |                    |
| 사가현     | 현 전체 | 호리 코스케         | 야기 노보루         | 아이노 코우이치로우    | 야마시타 토쿠오     | 오츠보 켄이치로우     |        |                   |                   |                     |                    |                    |
| 나가사키현 | 1구     | 쿠라나리 타다시     | 나카무라 시게미츠   | 니시오카 타케오        | 타니구치시거        | 오부치 마사요시       | 2구    | 금자 이와미       | 시라하마 니키치   | 이시바시 마사시     | 나카무라 히로시해  |                    |
| 구마모토현 | 1구     | 키타구치 히로시     | 모리나카 모리요시   | 노다 타케시            | 세노 에지낭         | 후지타의광            | 2구    | 소노다곧          | 토우게 요시유키   | 사카타도태          | 바바 노보루        | 후쿠시마 죠우지    |
| 오이타현   | 1구     | 무라야마 도미이치   | 혼고공권세          | 하타 사카에 지로       | 키노시타 타카유키조 |                       | 2구    | 니시무라 에이이치 | 타하라 타카시     | 사토 후미오         |                    |                    |
| 미야자키현 | 1구     | 마츠우라리상        | 요네자와륭          | 에토 타카미            |                     |                       | 2구    | 코야마장규        | 호리노우치 히사오 | 코다마말남          |                    |                    |
| 가고시마현 | 1구     | 미야자키 시게루1    | 카와사키 간지       | 야마자키 타케시 사부로 | 신모리 타츠오       |                       | 2구    | 오자토 사다토시   | 무라야마 키치     | 아리마 모토하루     |                    |                    |
| 가고시마현 | 3구     | 하시구치 타카시     | 야마나카 사다노리   | 니카이도 스스무        |                     |                       | 아마미 | 야스오카 오키하루 |                   |                     |                    |                    |
| 오키나와현 | 현 전체 | 우에하라 야스시조   | 세나가 가메지로     | 쿠니바행창             | 오오시로 신 순서    | 타마구스쿠 에이치     |        |                   |                   |                     |                    |                    |

### 이 선거로 첫 당선
※첫 당선자 가운데, 참의원의원 경험자에게는 「※」의 표시가 있습니다.
자유민주당
- 아소 다로
- 상초의휘
- 우라노휴흥
- 오오시로 신 순서
- 오자토 사다토시

- 오자와 키요시
- 카노 아키라남
- 가메이 시즈카
- 카메이 요시유키
- 키시타 문무

- 쿠도 겐
- 쿠마가와 차남
- 콘도원차
- 사토 이치로※
- 사토우마코토2※

- 시이나 모토오
- 타카하시 타츠오
- 타나부 마사미
- 니와 유우야
- 하타 사카에 지로

- 하마노강
- 스이타 아키라
- 후나다 겐
- 호리 코스케
- 마키노 타카모리

- 아와야마명
- 와타나베성1

일본 사회당
- 우에다 테쓰※
- 오노 신이치
- 칸자와 죠※
- 목간장
- 사토의

- 신촌원웅
- 관청정
- 호소야 아키오
- 혼고공권세
- 마에카와 단※

- 모리나카 모리요시※
- 야스다 슈죠

공명당
- 키우치 요시아키
- 시바타 히로시
- 모리타경일
- 야마다 에이스케
- 요시이 히카루조

일본 공산당
- 이노우에 아츠시
- 이와사 에미
- 사카키 토시오
- 타다 미츠오
- 십제일

- 나카바야시 요시코
- 노리타케 신이치
- 후지타 스미
- 요츠야 미츠코
- 와타나베 미쓰기

민사당
- 오카다 마사카츠
- 키노시타 타카유키조
- 오부치 마사요시
- 시오타 스스무
- 나가에 카즈히토

- 숲야스오
- 부 타니타카지
- 미우라 타카시
- 요코테 후미오
- 와다 카즈히토

신자유클럽
- 타지마위

무소속
- 이케다 쥰
- 키타구치 히로시
- 콘도 유타카
- 시라카와 카츠히코
- 타하라 타카시

- 토우게 요시유키
- 나카무라 쇼자부로
- 미야시타 소헤이
- 와타나베 타다시낭

### 이 선거로 복귀
자유민주당
- 아카기 무네노리
- 아키타 오스케
- 아마노공도리
- 이하라안고
- 카지야마 세이로쿠

- 코야마장규
- 사에구사 사부로
- 전변국남
- 타니가와화수
- 타무라 료헤이

- 니와병조
- 핫타정의
- 후카야 타카시
- 후케 슌이치
- 마츠모토 쥬우로우

- 미츠바야시미타로
- 무라오카 카네조
- 야스다 타카시6
- 야마모토 유키오

일본 사회당
- 아스카타 이치오
- 아베조재
- 이오카 오오하루
- 가쓰마타 세이이치
- 카와구치 오스케

- 코노 타다시
- 호리 마사오
- 마츠우라리상
- 야기 노보루
- 야마다 요시오사무

- 야마모토 고이치

공명당
- 코하마 신지
- 타카하시 시게루

일본 공산당
- 우메다 마사루
- 카네코 미츠루광
- 칸자키 토시오
- 키노시타 겐2
- 쿠리타 아키라

- 쇼우지 코스케
- 나카가와 토시조낭
- 중로마사히로
- 나카지마 타케시민
- 노마 유이치

- 숲모모오
- 미우라 히사시
- 무라카미 히로시

민사당
- 오자와정효

무소속
- 사토 다카유키
- 미즈노 키요시
- 야마무라 신지로

### 이 선거로 은퇴
자유민주당
- 기시 노부스케
- 사사야마 시게다낭
- 시이나 기쁨 사부로
- 시노다 히로시작
- 하마노 세이고

- 히로세 마사오
- 후쿠나가일신
- 마스다 가네시치

일본 사회당
- 아타카상언
- 오오타 가즈오
- 카토 세이지
- 쿠리바야시 사부로
- 시마모토범3

- 치바 천세세
- 후루카와 키치
- 미노정시

공명당
- 미야이 야스시양

일본 공산당
- 아라키 히로시

민사당
- 코미야 타케시희
- 우케다 신키치
- 소네이익

### 이 선거로 낙선
자유민주당
- 아오키 마사히사
- 이노우에 유타카
- 카와다 마사노리
- 키무라 타케오
- 쿠마가이 요시오

- 쿠라우치 슈우지
- 타카무라판언
- 고지마 시즈마
- 시마무라의신
- 스나다 시게타미

- 세토야마 미츠오
- 타나카 마사미
- 타니가와 히로시3
- 츄우마진저
- 츠카다 토오루

- 토이 덴 사부로
- 도사카 시게츠구 츠카사
- 우납무인
- 나가타 료우이치
- 나카니시 케스케

- 나카야마 토시오
- 니와 히사시장
- 노다 우이치
- 하타노 다다후미
- 하토야마 쿠니오

- 하뉴우다 스스무
- 하야시대간
- 하라다헌
- 히라이즈미섭
- 후쿠다 도쿠야스

- 후지모토 타카오
- 본명무
- 마에오 시게사부로
- 마에다 지이치로우
- 미이케 마코토

- 무코야마 한 명
- 무라카미 이사무
- 모리키요
- 야마다 히사시취
- 요사노 가오루

일본 사회당
- 안토우우의
- 아베미희남
- 이케하타 세이치
- 이타가와정오
- 오오시마 히로시

- 오카다 아키라아
- 오가와 진이치
- 카와모토 토시미
- 사카모토 유키카즈
- 사토 케이지

- 사노 스스무
- 스즈키 츠요시
- 지 마츠우치
- 모야태2
- 니시미야 히로시

- 바바 멧돼지 타로
- 하라 시게루
- 히라바야시 츠요시
- 후쿠오카의등
- 마츠자와 토시아키

- 마츠모토 시치로우
- 미즈타 미노루
- 8백판정
- 야야마유작
- 와타나베 요시오

공명당
- 고찰굉
- 노무라 미츠오
- 히로자와 나오키
- 요시우라 타카하루

민사당
- 야마모토 데이지로

신자유클럽
- 아마리정
- 이토 코스케
- 카치화
- 카와이 타케시
- 쿠도 아키라

- 고바야시 마사미
- 츄우마 코우키
- 나카가와 히데나오
- 나가하라임
- 요다 미노루

사회민주연합
- 오시바자부

무소속
- 우츠노미야 도쿠마
- 대성 마사오
- 오오하라 이치조

## 같이 보기
- 시토카 항쟁